# زندگی در خطر
زندگی در خطر (به انگلیسی: Life on the Line) یک فیلم دلهره‌آور آمریکایی در ژانر فاجعه که در سال ۲۰۱۶ به صورت فیلم ویدئویی منتشر شد. این فیلم به کارگردانی دیوید هکل با بازی جان تراولتا، کیت باسورث، دوون ساوا، گیل بیلاز، جولی بنز، رایان رابینز و شارون استون است. داستان فیلم دربارهٔ گروهی از خدمه خطوط برق است که در حین کار برای حفظ شبکه برق شهر خود در تگزاس، خود را در وسط یک طوفان مرگبار می‌بینند و باید برای جان خود بجنگند.